# گویپینگ
گویپینگ (به لاتین: Guiping) یک county-level city در جمهوری خلق چین است که در گویگانگ واقع شده‌است.

## خصوصیات
گویپینگ ۴٬۰۷۴ کیلومترمربع مساحت و ۱٬۷۰۰٬۰۰۰ نفر جمعیت دارد و ۵۰ متر بالاتر از سطح دریا واقع شده‌است.